# Ceramica di Gnathia

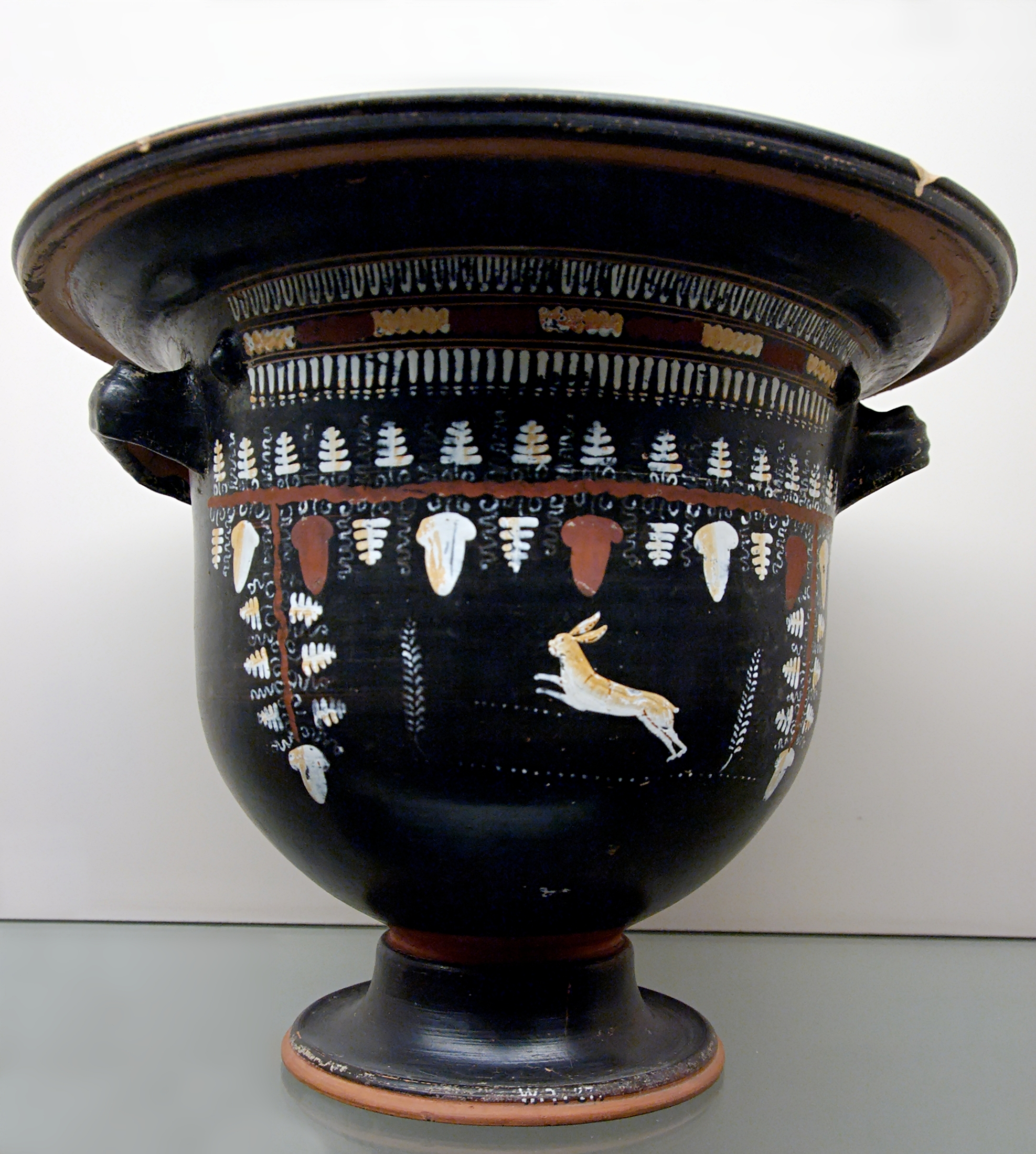
Gruppo del ramoscello di alloro, cratere a campana. Londra, British Museum F547.

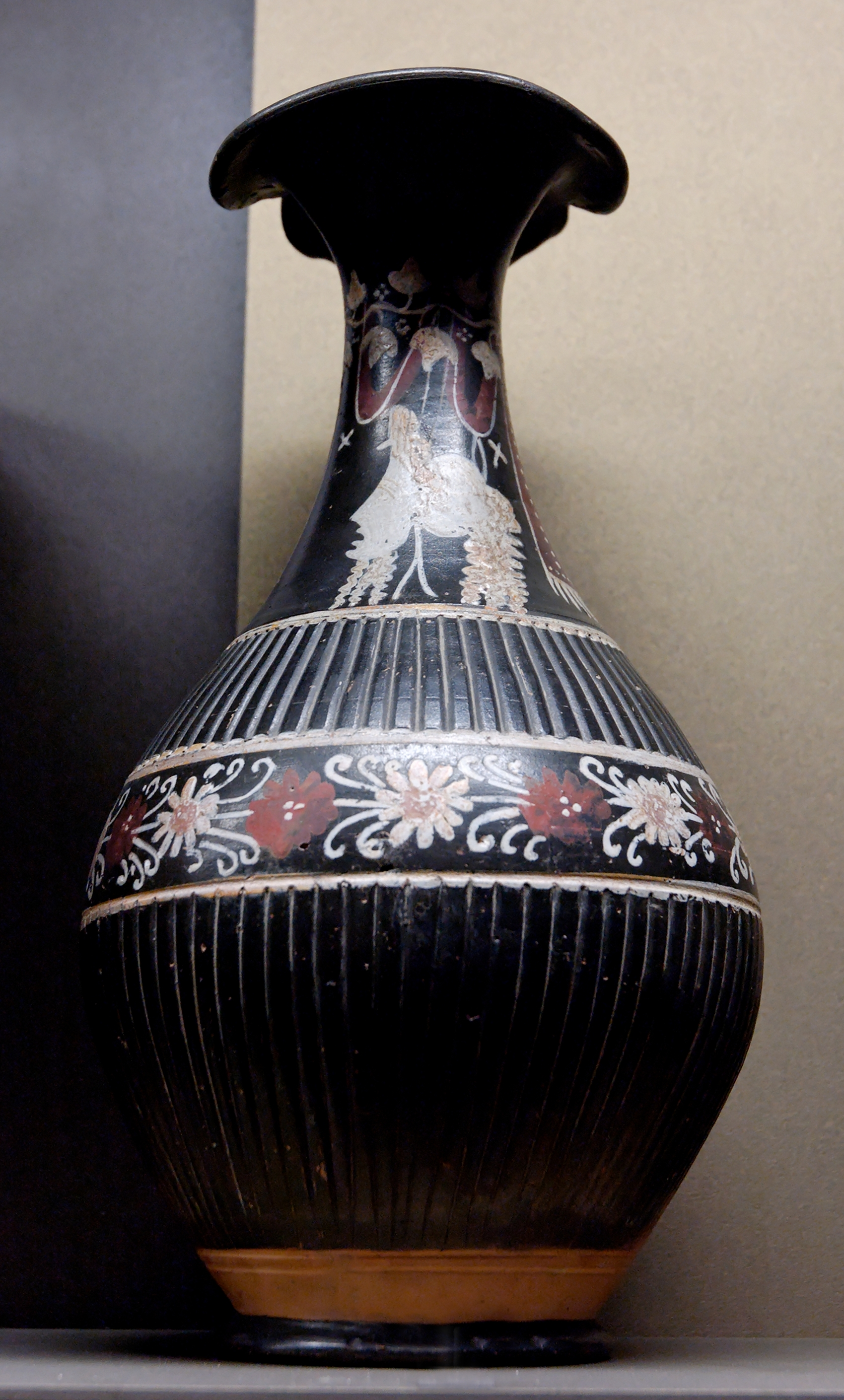
Oinochoe, da Nola. Parigi, Museo del Louvre K596.

La ceramica di Gnathia o ceramica di Egnazia è una sottoclasse della ceramica apula, che si sviluppa dalla decorazione secondaria dello stile ornato ed è datata dal 375-370 a.C. alla fine del III secolo a.C. Numerosi esemplari decorati in questa tecnica policroma rinvennero con gli scavi condotti a Egnazia nel 1848 così che il nome dell'antica città rimase a designare la classe ceramica e la tecnica che la caratterizza; benché non si conosca esattamente il centro di produzione originario si ritiene che potesse essere Taras; numerosi esemplari sono stati prodotti e trovati Paestum e in Campania; ne esiste una varietà siceliota (come quella di Lipari), che si distingue per l'uso del blu, datata all'ultimo quarto del IV secolo a.C. e al primo quarto del III.

## Lo stile
La superficie dei vasi è ricoperta con una vernice nera sulla quale scene figurate e ornamentali sono dipinte in bianco, spesso con tocchi di giallo e di rosso paonazzo. Questi ultimi colori, applicati al nero già esistente sono fissati da una seconda cottura del vaso.
All'inizio della produzione potevano essere presenti incisioni. Di epoca più recente sono gli esemplari sui quali, ad imitazione dei vasi metallici, venivano praticate baccellature verticali, o quelli privi di decorazione figurata e decorati unicamente con ornamenti fitomorfi, talvolta dipinti su fasce a vernice nera che interrompono la baccellatura verticale. Le forme tipiche sono le stesse presenti nella ceramica apula a figure rosse, ma tendono ad una maggiore eleganza.
Tra i più antichi autori individuati si ricorda il Pittore delle rose da cui discendono tre gruppi che operano alla fine IV secolo a.C. Il caposcuola del primo gruppo è il Pittore di Lecce 1075 e alla sua bottega appartiene il Pittore della bottiglia del Louvre a cui si deve l'introduzione della baccellatura verticale. Il secondo gruppo è chiamato Gruppo di Dunedin e il terzo comprende il Gruppo del ramoscello di alloro e il Gruppo di Knudsen. Ne fa parte anche il Pittore di Lipari.